# 郭振东
郭振东（1984年8月4日—），湖北沙市人，中国前男子羽毛球运动员，2013年全運會後退役。

## 簡歷
郭振东在6岁半时已开始接受羽毛球训练，至1996年被招进沙市市体校的羽毛球队；不久就被厦门羽毛球队看中，招他到福建繼續训练。2000年，他首次进入中国国家羽毛球队。
2010年8月，郭振东夥拍徐晨參加在巴黎舉行的世界羽毛球錦標賽男子雙打賽事，贏得季軍；同年11月，徐代表中國出戰廣州亞運會，參加羽毛球比賽的男子雙打（夥拍徐晨）及男子團體項目，奪得男子團體金牌。
2013年第十二屆全國運動會，郭振東作爲福建隊一員，隨隊奪得羽毛球男子團體冠軍，並與洪煒合作，奪得男子雙打冠軍。賽後，郭振東正式結束球員生涯，此後會担任福建羽毛球队教练。

## 主要比賽成績
只列出曾進入準決賽的國際賽事成績：
| 年份   | 賽事                     | 公開賽級別 | 項目     | 拍檔   | 成績   |
| ------ | ------------------------ | ---------- | -------- | ------ | ------ |
| 2002年 | 世界青年羽毛球錦標賽     | 其他       | 混合雙打 | 于洋   | 金牌   |
| 2002年 | 世界青年羽毛球錦標賽     | 其他       | 混合團體 | －     | 金牌   |
| 2005年 | 中國羽毛球大師賽         |            | 男子雙打 | 谢中博 | 冠軍   |
| 2005年 | 香港羽毛球公開賽         |            | 男子雙打 | 谢中博 | 準決賽 |
| 2006年 | 香港羽毛球公開賽         |            | 男子雙打 | 徐晨   | 準決賽 |
| 2006年 | 羽毛球世界盃             | 其他       | 男子雙打 | 谢中博 | 銅牌   |
| 2006年 | 亞洲運動會羽毛球比賽     | 其他       | 男子團體 | －     | 金牌   |
| 2007年 | 菲律賓羽毛球公開賽       | 黃金大獎賽 | 男子雙打 | 谢中博 | 亞軍   |
| 2007年 | 中國羽毛球超級賽         | 超級賽     | 男子雙打 | 谢中博 | 亞軍   |
| 2008年 | 德國羽毛球大獎賽         | 大獎賽     | 男子雙打 | 谢中博 | 準決賽 |
| 2008年 | 印度羽毛球黃金大獎賽     | 黃金大獎賽 | 男子雙打 | 谢中博 | 冠軍   |
| 2008年 | 湯姆斯盃                 | 其他       | 男子團體 | －     | 金牌   |
| 2008年 | 泰國羽毛球黃金大獎賽     | 黃金大獎賽 | 男子雙打 | 谢中博 | 亞軍   |
| 2009年 | 中國羽毛球大師賽         | 超級賽     | 男子雙打 | 徐晨   | 冠軍   |
| 2009年 | 世界羽聯超級系列賽總決賽 | 超級賽     | 男子雙打 | 徐晨   | 準決賽 |
| 2010年 | 馬來西亞羽毛球超級賽     | 超級賽     | 男子雙打 | 徐晨   | 亞軍   |
| 2010年 | 全英羽毛球超級賽         | 超級賽     | 男子雙打 | 徐晨   | 準決賽 |
| 2010年 | 湯姆斯盃                 | 其他       | 男子團體 | －     | 金牌   |
| 2010年 | 世界羽毛球錦標賽         | 其他       | 男子雙打 | 徐晨   | 銅牌   |
| 2010年 | 亞洲運動會羽毛球比賽     | 其他       | 男子團體 | －     | 金牌   |
| 2011年 | 馬來西亞羽毛球超級賽     | 超級賽     | 男子雙打 | 柴飚   | 冠軍   |
| 2011年 | 全英羽毛球首要超級賽     | 首要超級賽 | 男子雙打 | 柴飚   | 準決賽 |
| 2011年 | 亞洲羽毛球錦標賽         | 其他       | 男子雙打 | 柴飚   | 銅牌   |
| 2011年 | 新加坡羽毛球超級賽       | 超級賽     | 男子雙打 | 柴飚   | 準決賽 |
| 2011年 | 印尼羽毛球首要超級賽     | 首要超級賽 | 男子雙打 | 柴飚   | 亞軍   |
| 2011年 | 澳門羽毛球黃金大獎賽     | 黃金大獎賽 | 男子雙打 | 柴飚   | 冠軍   |
| 2011年 | 世界羽聯超級系列賽總決賽 | 首要超級賽 | 男子雙打 | 柴飚   | 亞軍   |
| 2012年 | 馬來西亞羽毛球超級賽     | 超級賽     | 男子雙打 | 柴飚   | 準決賽 |
| 2012年 | 亞洲羽毛球錦標賽         | 其他       | 男子雙打 | 柴飚   | 銅牌   |
| 2012年 | 湯姆斯盃                 | 其他       | 男子團體 | －     | 金牌   |

| 2007-2017年 | 首要超級賽 | 超級賽 | 黃金大獎賽 | 大獎賽 | 國際挑戰賽 | 國際系列賽 | 未來系列賽 | 其他 |

### 奧運會和世錦賽參賽紀錄
|          | 搭檔   | 2006 | 2007 | 2008 | 2009 | 2010 | 2011 | 2012 |
| -------- | ------ | ---- | ---- | ---- | ---- | ---- | ---- | ---- |
| 男子雙打 | 谢中博 | 16強 | 8強  | 16強 | －   | －   | －   | －   |
| 男子雙打 | 徐晨   | －   | －   | －   | 8強  | 銅牌 | －   | －   |
| 男子雙打 | 柴飚   | －   | －   | －   | －   | －   | 16強 | 8強  |

## 腳註
1. 1 2  現荆州市沙市区。